# Jodie Whittaker

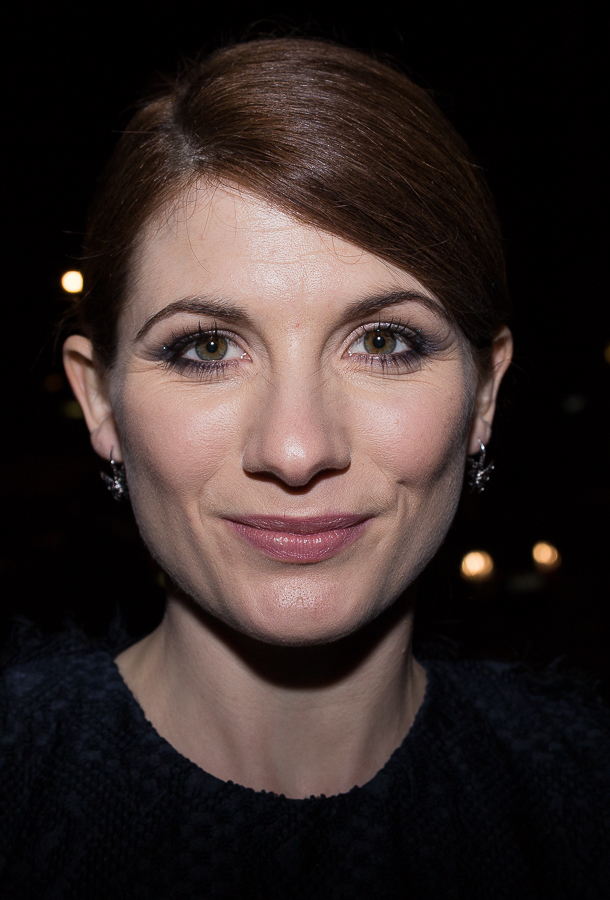
Jodie Whittaker (2014)

Jodie Auckland Whittaker (ur. 17 czerwca 1982 w Skelmanthorpe) – angielska aktorka filmowa i telewizyjna, która wystąpiła m.in. w jednej z głównych ról w serialu Broadchurch (ITV) oraz w tytułowej roli w serialu Doktor Who (BBC).

## Filmografia

### Filmy
| Rok  | Tytuł                                        | Rola           | Uwagi           |
| ---- | -------------------------------------------- | -------------- | --------------- |
| 2006 | Venus                                        | Jessie         |                 |
| 2007 | Dziewczyny z St. Trinian                     | Beverly        |                 |
| 2008 | Good                                         | Anne Hartman   |                 |
| 2009 | White Wedding                                | Rose           |                 |
| 2009 | Swansong: Story of Occi Byrne                | Bridget Byrne  |                 |
| 2009 | Roar                                         | Eva            | krótkometrażowy |
| 2009 | Perrier's Bounty                             | Brenda         |                 |
| 2009 | Wish 143                                     | Maggie         | krótkometrażowy |
| 2009 | St Trinian's 2: The Legend of Fritton's Gold | Beverly        |                 |
| 2010 | The Kid                                      | Jackie         |                 |
| 2010 | Ollie Kepler's Expanding Purple World        | Noreen Stokes  |                 |
| 2011 | Atak na dzielnicę                            | Samantha Adams |                 |
| 2011 | Jeden dzień                                  | Tilly          |                 |
| 2011 | A Thousand Kisses Deep                       | Mia Selva      |                 |
| 2012 | Good Vibrations                              | Ruth           |                 |
| 2012 | Ashes                                        | Ruth           |                 |
| 2012 | Dust                                         | Jessica's Mum  | krótkometrażowy |
| 2013 | Spike Island                                 | Suzanne        |                 |
| 2014 | Hello Carter                                 | Jenny          |                 |
| 2014 | Get Santa                                    | Alison         |                 |
| 2014 | Emotional Fusebox                            | Anna           | krótkometrażowy |
| 2014 | Black Sea                                    | Chrissy        |                 |
| 2016 | Adult Life Skills                            | Anna           |                 |
| 2017 | Journeyman                                   | Emma           |                 |
| 2018 | Dear Sisters                                 | Jodie          | krótkometr.     |
| 2019 | Rachel                                       | Rachel         | krótkometr.     |

### Telewizja
| Rok       | Tytuł                           | Rola                           | Uwagi                          |
| --------- | ------------------------------- | ------------------------------ | ------------------------------ |
| 2006      | The Afternoon Play              |                                | 1 odc.                         |
| 2006      | Doctors                         | Louise Clancy                  | 1 odc.                         |
| 2006      | Dalziel and Pascoe              |                                | 1 odc.                         |
| 2007      | This Life + 10                  | Clare                          | film TV                        |
| 2008      | Tess of the D'Urbervilles       | Izzy Huett                     | miniserial                     |
| 2008      | Wired                           | Louise Evans                   | miniserial                     |
| 2008      | The Shooting of Thomas Hurndall | Sophie                         | film TV                        |
| 2008      | Consuming Passion               | Mary Boon                      | film telewizyjny               |
| 2009      | Powrót do Cranford              | Peggy Bell                     | miniserial                     |
| 2010      | Oskarżeni                       | Emma Croft                     | 1 odc.                         |
| 2010      | Royal Wedding                   | Linda Caddock                  | film TV                        |
| 2011      | Marchlands                      | Ruth Bowen                     | 5 odc.                         |
| 2011      | Czarne lustro                   | Ffion                          | odc. The Entire History of You |
| 2011      | The Night Watch                 | Vivian Pearce                  | film TV                        |
| 2013–2017 | Broadchurch                     | Beth Latimer                   | 24 odcinki                     |
| 2014      | The Assets                      | Sandra Grimes                  | 8 odc.                         |
| 2014      | The Smoke                       | Trish Tooley                   | 8 odc.                         |
| 2017      | Trust Me                        | Cath Hardacre / dr Ally Sutton | 4 odc.                         |
| od 2017   | Doktor Who                      | Doktor                         | gł. rola                       |
| 2020      | Jodie vs Mandip vs Tosin        | Jodie                          | miniserial; 5 odc.             |